# Tours préliminaires à la Coupe du monde de football 1970
Navigation
Éliminatoires 1966 Éliminatoires 1974
Cette page vous présente les différents tours préliminaires à la Coupe du monde 1970. C'est la 8e édition des éliminatoires depuis 1934.
75 nations s'inscrivent (dont les deux qualifiés d'office) mais seulement 68 prennent part réellement à au moins une rencontre de ces éliminatoires.
Le boycott africain et asiatique survenu lors des éliminatoires de l'édition précédente n'a pas été vain. La FIFA alloue une place en phase finale à la « zone Afrique » et une à la « zone Asie et Océanie ». Pour la première fois dans l'histoire de la Coupe du monde, quatre continents seront représentés en phase finale (soit 5 des 6 confédérations continentales composant la FIFA).
Parmi les événements qui émaillent cette phase préliminaire, citons la « guerre de Cent Heures » entre le Salvador et le Honduras, en juillet 1969, à la suite des trois matchs qui opposent les sélections de ces deux nations.
Répartition des places qualificatives par zone :
- Zone Europe : 9 places (8 places qualificatives + l'Angleterre, champion du monde en titre)
- Zone Amérique du Sud : 3 places
- Zone Afrique : 1 place
- Zone Asie/Océanie : 1 place
- Zone Amérique du Nord, centrale et Caraïbes : 2 places (1 place qualificative + le Mexique, pays organisateur)

## Équipes participantes et qualifiées
75 équipes sont inscrites pour ces éliminatoires. Le champion du monde en titre (l'Angleterre) et le pays organisateur (le Mexique) sont qualifiés d'office. La Corée du Nord déclare forfait avant le début des matchs de qualifications et quatre équipes voient leur inscription rejetée par la FIFA (Cuba, Zaïre, Guinée et Albanie). Il y a donc 68 pays participant à ces éliminatoires pour 14 places en phase finale.
- Participants
- Qualifiés

- Participants
- Qualifiés

- Participants
- Qualifiés

- Participants
- Qualifiés

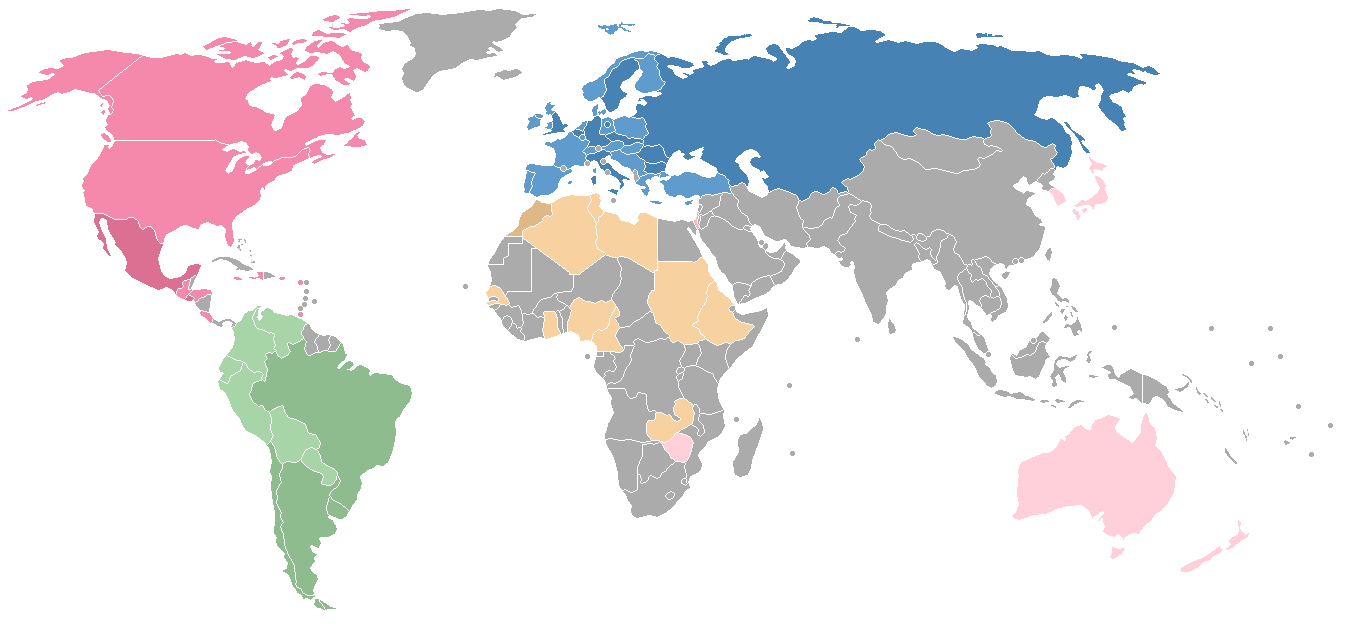
Amérique du Nord :
Participants
Qualifiés
Amérique du Sud :
Participants
Qualifiés
Europe :
Participants
Qualifiés
Afrique :
Participants
Qualifiés
Asie-Océanie :
Participants
Qualifiés

Équipes qualifiées :
- Mexique (pays organisateur)
- Angleterre (champion du monde 1966)
- Italie
- Allemagne de l'Ouest
- Roumanie
- Union soviétique
- Bulgarie
- Suède
- Belgique
- Tchécoslovaquie
- Uruguay
- Pérou
- Brésil
- Maroc
- Salvador
- Israël

## Zone Europe
30 pays sont inscrits mais, à la suite du refus de la FIFA de l'inscription de l'Albanie, 29 pays vont prendre part à ces éliminatoires de la Coupe du monde 1970 et sont répartis en 8 groupes : 5 groupes de 4 équipes et 3 groupes de 3 équipes. Seul le premier de chaque poule se qualifie pour la phase finale.

En cas d'égalité de points en tête de groupe, un match d'appui sur terrain neutre est disputé entre les prétendants : ce cas de figure se produit dans le groupe 2 avec un match d'appui disputé à Marseille entre la Hongrie et la Tchécoslovaquie.

### Groupe 1: Roumanie
Le groupe 1 compte 4 équipes : la Roumanie, la Grèce, la Suisse et le Portugal. Malgré une entrée en matière complètement ratée (défaite 3-0 face au Portugal), c'est la Roumanie qui termine en tête et se qualifie pour le Mondial mexicain. Le 3e de la dernière Coupe du monde, le Portugal, finit dernier de la poule.
| Rang | Équipe   | Pts | J | G | N | P | Bp | Bc | Diff |  | Résultats (▼ dom., ► ext.) |     |     |     |     |
| ---- | -------- | --- | - | - | - | - | -- | -- | ---- |  | -------------------------- | --- | --- | --- | --- |
| 1    | Roumanie | 8   | 6 | 3 | 2 | 1 | 7  | 6  | +1   |  | Roumanie                   |     | 1-1 | 2-0 | 1-0 |
| 2    | Grèce    | 7   | 6 | 2 | 3 | 1 | 13 | 9  | +4   |  | Grèce                      | 2-2 |     | 4-1 | 4-2 |
| 3    | Suisse   | 5   | 6 | 2 | 1 | 3 | 5  | 8  | -3   |  | Suisse                     | 0-1 | 1-0 |     | 1-1 |
| 4    | Portugal | 4   | 6 | 1 | 2 | 3 | 8  | 10 | -2   |  | Portugal                   | 3-0 | 2-2 | 0-2 |     |

### Groupe 2: Tchécoslovaquie
Le groupe 2 compte 4 équipes : Tchécoslovaquie, Hongrie, Danemark et Irlande. Au terme d'un duel à distance acharné, Hongrois et Tchécoslovaques finissent à égalité de points et doivent disputer un match d'appui à Marseille. La Hongrie, forte d'avoir pris trois points sur quatre lors des matchs contre les Tchécoslovaques et d'avoir conclu le groupe avec une meilleure différence de buts (deux critères ignorés à l'époque), aborde le match décisif en position de favorite. C'est pourtant la Tchécoslovaquie qui crée la surprise en l'emportant largement (4-1) et qui se qualifie du même coup pour la phase finale.
| Rang | Équipe               | Pts | J | G | N | P | Bp | Bc | Diff |  | Résultats (▼ dom., ► ext.) |     |     |     |     |
| ---- | -------------------- | --- | - | - | - | - | -- | -- | ---- |  | -------------------------- | --- | --- | --- | --- |
| 1    | Hongrie              | 9   | 6 | 4 | 1 | 1 | 16 | 7  | +9   |  | Hongrie                    |     | 2-0 | 3-0 | 4-0 |
| 1    | Tchécoslovaquie      | 9   | 6 | 4 | 1 | 1 | 12 | 6  | +6   |  | Tchécoslovaquie            | 3-3 |     | 1-0 | 3-0 |
| 3    | Danemark             | 5   | 6 | 2 | 1 | 3 | 6  | 10 | -4   |  | Danemark                   | 3-2 | 0-3 |     | 2-0 |
| 4    | République d'Irlande | 1   | 6 | 0 | 1 | 5 | 3  | 14 | -11  |  | République d'Irlande       | 1-2 | 1-2 | 1-1 |     |

Match d'appui
| 3 décembre 1969 | Tchécoslovaquie                                         | 4 - 1 | Hongrie           | Stade Vélodrome, Marseille                |                                           |
|                 | Kvasnak 43e (pen.) · Veselý 58e · Adamec 64e · Jokl 80e |       | Kocsis 90e (pen.) | Spectateurs : 7 857 Arbitrage : M. Machin | Spectateurs : 7 857 Arbitrage : M. Machin |
|                 | détails                                                 |       |                   | Spectateurs : 7 857 Arbitrage : M. Machin | Spectateurs : 7 857 Arbitrage : M. Machin |

### Groupe 3: Italie
C'est l'Italie qui termine en tête du groupe 3, devant la RDA et le Pays de Galles. Le joueur de Cagliari Luigi Riva réussit l'exploit de marquer 7 des 10 buts inscrits par les Italiens.
| Rang | Équipe             | Pts | J | G | N | P | Bp | Bc | Diff |  | Résultats (▼ dom., ► ext.) |     |     |     |
| ---- | ------------------ | --- | - | - | - | - | -- | -- | ---- |  | -------------------------- | --- | --- | --- |
| 1    | Italie             | 7   | 4 | 3 | 1 | 0 | 10 | 3  | +7   |  | Italie                     |     | 3-0 | 4-1 |
| 2    | Allemagne de l'Est | 5   | 4 | 2 | 1 | 1 | 7  | 7  | 0    |  | Allemagne de l'Est         | 2-2 |     | 2-1 |
| 3    | Pays de Galles     | 0   | 4 | 0 | 0 | 4 | 3  | 10 | -7   |  | Pays de Galles             | 0-1 | 1-3 |     |

### Groupe 4: URSS
L'URSS termine en tête du groupe 4 devant l'Irlande du Nord et la Turquie et se qualifie pour la phase finale de la Coupe du monde.
| Rang | Équipe           | Pts | J | G | N | P | Bp | Bc | Diff |  | Résultats (▼ dom., ► ext.) |     |     |     |
| ---- | ---------------- | --- | - | - | - | - | -- | -- | ---- |  | -------------------------- | --- | --- | --- |
| 1    | Union soviétique | 7   | 4 | 3 | 1 | 0 | 8  | 1  | +7   |  | Union soviétique           |     | 2-0 | 3-0 |
| 2    | Irlande du Nord  | 5   | 4 | 2 | 1 | 1 | 7  | 3  | +4   |  | Irlande du Nord            | 0-0 |     | 4-1 |
| 3    | Turquie          | 0   | 4 | 0 | 0 | 4 | 2  | 13 | -11  |  | Turquie                    | 1-3 | 0-3 |     |

### Groupe 5: Suède
2 équipes scandinaves (la Suède et la Norvège) et la France composent le groupe 5. Surprise par la Norvège à Strasbourg (0-1), la France ne peut empêcher la Suède de décrocher la place qualificative pour le Mondial mexicain.
| Rang | Équipe  | Pts | J | G | N | P | Bp | Bc | Diff |  | Résultats (▼ dom., ► ext.) |     |     |     |
| ---- | ------- | --- | - | - | - | - | -- | -- | ---- |  | -------------------------- | --- | --- | --- |
| 1    | Suède   | 6   | 4 | 3 | 0 | 1 | 12 | 5  | +7   |  | Suède                      |     | 2-0 | 5-0 |
| 2    | France  | 4   | 4 | 2 | 0 | 2 | 6  | 4  | +2   |  | France                     | 3-0 |     | 0-1 |
| 3    | Norvège | 2   | 4 | 1 | 0 | 3 | 4  | 13 | -9   |  | Norvège                    | 2-5 | 1-3 |     |

### Groupe 6: Belgique
C'est la Belgique qui se qualifie pour la phase finale de la Coupe du monde en terminant en tête du groupe 6, devant la Yougoslavie, l'Espagne et la Finlande.
| Rang | Équipe      | Pts | J | G | N | P | Bp | Bc | Diff |  | Résultats (▼ dom., ► ext.) |     |     |     |     |
| ---- | ----------- | --- | - | - | - | - | -- | -- | ---- |  | -------------------------- | --- | --- | --- | --- |
| 1    | Belgique    | 9   | 6 | 4 | 1 | 1 | 14 | 8  | +6   |  | Belgique                   |     | 3-0 | 2-1 | 6-1 |
| 2    | Yougoslavie | 7   | 6 | 3 | 1 | 2 | 19 | 7  | +12  |  | Yougoslavie                | 4-0 |     | 0-0 | 9-1 |
| 3    | Espagne     | 6   | 6 | 2 | 2 | 2 | 10 | 6  | +4   |  | Espagne                    | 1-1 | 2-1 |     | 6-0 |
| 4    | Finlande    | 2   | 6 | 1 | 0 | 5 | 6  | 28 | -22  |  | Finlande                   | 1-2 | 1-5 | 2-0 |     |

### Groupe 7: RFA
La RFA gagne sans trop de difficultés son billet pour la Coupe du monde, elle effectue un parcours quasi parfait, seulement accrochée en Écosse (1-1). L'Autriche et Chypre complètent le groupe. Les Chypriotes établissent deux nouveaux records : 35 buts encaissés en 6 matchs et une défaite 0-12 contre la RFA, nouveau record de ces éliminatoires.
| Rang | Équipe               | Pts | J | G | N | P | Bp | Bc | Diff |  | Résultats (▼ dom., ► ext.) |     |     |     |      |
| ---- | -------------------- | --- | - | - | - | - | -- | -- | ---- |  | -------------------------- | --- | --- | --- | ---- |
| 1    | Allemagne de l'Ouest | 11  | 6 | 5 | 1 | 0 | 20 | 3  | +17  |  | Allemagne de l'Ouest       |     | 3-2 | 1-0 | 12-0 |
| 2    | Écosse               | 7   | 6 | 3 | 1 | 2 | 18 | 7  | +11  |  | Écosse                     | 1-1 |     | 2-1 | 8-0  |
| 3    | Autriche             | 6   | 6 | 3 | 0 | 3 | 12 | 7  | +5   |  | Autriche                   | 0-2 | 2-0 |     | 7-1  |
| 4    | Chypre               | 0   | 6 | 0 | 0 | 6 | 2  | 35 | -33  |  | Chypre                     | 0-1 | 0-5 | 1-2 |      |

### Groupe 8: Bulgarie
La Bulgarie termine en tête de la poule 8, juste devant la Pologne et les Pays-Bas. Le Luxembourg finit dernier avec 0 point.
| Rang | Équipe     | Pts | J | G | N | P | Bp | Bc | Diff |  | Résultats (▼ dom., ► ext.) |     |     |     |     |
| ---- | ---------- | --- | - | - | - | - | -- | -- | ---- |  | -------------------------- | --- | --- | --- | --- |
| 1    | Bulgarie   | 9   | 6 | 4 | 1 | 1 | 12 | 7  | +5   |  | Bulgarie                   |     | 4-1 | 2-0 | 2-1 |
| 2    | Pologne    | 8   | 6 | 4 | 0 | 2 | 19 | 8  | +11  |  | Pologne                    | 3-0 |     | 2-1 | 8-1 |
| 3    | Pays-Bas   | 7   | 6 | 3 | 1 | 2 | 9  | 5  | +4   |  | Pays-Bas                   | 1-1 | 1-0 |     | 2-0 |
| 4    | Luxembourg | 0   | 6 | 0 | 0 | 6 | 4  | 24 | -20  |  | Luxembourg                 | 1-3 | 1-5 | 0-4 |     |

## Zone Afrique
Grande première pour l'Afrique qui va disposer d'une place qualificative assurée pour cette édition de la Coupe du monde 1970. Pour déterminer le détenteur du billet pour le Mexique, trois tours de qualifications sont organisés pour les 11 équipes entrant en lice. Les inscriptions du Zaïre et de la Guinée sont refusées par la FIFA :
Nation africaine, la Rhodésie n'est pas encore officiellement reconnue par de nombreux pays. La FIFA jongle avec la diplomatie et verse la Rhodésie dans la zone Asie/Océanie.
- Premier tour : 10 des 11 équipes se rencontrent en matchs aller et retour, le vainqueur passe au deuxième tour (après tirage au sort, c'est le Ghana qui est exempt et qualifié directement pour le tour suivant).
- Deuxième tour : les cinq vainqueurs et le Ghana se disputent, toujours en matchs aller et retour, les trois places pour le tour final.
- Tour final : une poule unique regroupe les trois vainqueurs du deuxième tour, qui rencontrent leurs adversaires à domicile et à l'extérieur. L'équipe terminant en tête se qualifie pour la phase finale de la Coupe du monde.

### 1ertour
| 27 octobre 1968 | Zambie                        | 4 - 2 | Soudan  | Ndola                  |                        |
|                 | Kapengwe , · Kaposa · Makwaza |       | Osman , | Arbitrage : M. Mutombo | Arbitrage : M. Mutombo |

| 8 novembre 1968 | Soudan                   | 4 - 2 a. p. | Zambie             | Khartoum              |                       |
|                 | Gagdoul , · Kafi · Sonto |             | Kapengwe · Chitagu | Arbitrage : M. Kandil | Arbitrage : M. Kandil |

| 17 novembre 1968 | Algérie              | 1 - 2 | Tunisie           | Alger                |                      |
|                  | Amirouche 29e (pen.) |       | Chakroun 73e, 75e | Arbitrage : M. Barde | Arbitrage : M. Barde |

| 29 décembre 1968 | Tunisie | 0 - 0 | Algérie | Tunis                |
|                  |         |       |         | Arbitrage : M. Monti |

| 3 novembre 1968 | Maroc    | 1 - 0 | Sénégal | Stade d'Honneur, Casablanca                          |                                                      |
|                 | Benkhrif |       |         | Spectateurs : 7 924 Arbitrage : M. Ortiz de Mendibil | Spectateurs : 7 924 Arbitrage : M. Ortiz de Mendibil |

| 5 janvier 1969 | Sénégal     | 2 - 1 | Maroc  | Stade Demba Diop, Dakar                             |                                                     |
|                | Dip · Dieme |       | Akesbi | Spectateurs : 11 487 Arbitrage : M. Mabel Ba Diarra | Spectateurs : 11 487 Arbitrage : M. Mabel Ba Diarra |

Les deux équipes se trouvent à égalité au score cumulé (2 - 2) à la fin du temps règlementaire du match Sénégal-Maroc, mais l'arbitre oublie de faire jouer la prolongation. Un match d'appui est nécessaire.
| 13 février 1969 Match d'appui | Maroc             | 2 - 0 | Sénégal | Estadio Union Deportivo, Las Palmas |                        |
|                               | Hafnaoui · Bamous |       |         | Arbitrage : M. Pintado              | Arbitrage : M. Pintado |

| 26 janvier 1969 | Libye             | 2 - 0 | Éthiopie | Tripoli                 |                         |
|                 | Jahani · M.Koussi |       |          | Arbitrage : M. El-Attar | Arbitrage : M. El-Attar |

| 9 février 1969 | Éthiopie                     | 5 - 1 | Libye | Stade d'Addis-Abeba, Addis-Abeba |                         |
|                | Germa , · Feseha , · Geremew |       | Souid | Arbitrage : M. El-Kholy          | Arbitrage : M. El-Kholy |

| 7 décembre 1968 | Nigeria         | 1 - 1 | Cameroun  | City Stadium, Lagos                         |                                             |
|                 | Aghoghovbia 47e |       | Owona 69e | Spectateurs : 7 201 Arbitrage : M. Robinson | Spectateurs : 7 201 Arbitrage : M. Robinson |

| 22 décembre 1968 | Cameroun         | 2 - 3 | Nigeria                   | Stade Akwa, Douala                                  |                                                     |
|                  | Ayo · Bassanguen |       | Ofuokwu · Anieke · Oshode | Spectateurs : 6 988 Arbitrage : M. Blanchard-Angaud | Spectateurs : 6 988 Arbitrage : M. Blanchard-Angaud |

### 2etour
| 27 avril 1969 | Tunisie | 0 - 0 | Maroc | El Menzah, Tunis                               |
|               |         |       |       | Spectateurs : 26 706 Arbitrage : M. Kitabdjian |

| 18 mai 1969 | Maroc | 0 - 0 a. p. | Tunisie | Stade d'Honneur, Casablanca                   |
|             |       |             |         | Spectateurs : 9 781 Arbitrage : M. Gardeazaba |

| 13 juin 1969 Match d'appui | Maroc                     | 2 - 2 a.p. | Tunisie                                  | Stade Vélodrome, Marseille                    |                                               |
|                            | Khanoussi 27e · Jarir 53e |            | Tahar Chaïbi 3e · Abdessalem Chemmam 87e | Spectateurs : 4 185 Arbitrage : M. Kitabdjian | Spectateurs : 4 185 Arbitrage : M. Kitabdjian |

| 4 mai 1969 | Éthiopie | 1 - 1 | Soudan | Stade d'Addis-Abeba, Addis-Abeba |                       |
|            | Worku    |       | Bakeit | Arbitrage : M. Touati            | Arbitrage : M. Touati |

| 11 mai 1969 | Soudan                   | 3 - 1 | Éthiopie | Khartoum              |                       |
|             | Wahba · Hider · El-Fadil |       | T. Asfaw | Arbitrage : M. Kandil | Arbitrage : M. Kandil |

| 10 mai 1969 | Nigeria                    | 2 - 1 | Ghana     | Liberty Stadium, Ibadan                          |                                                  |
|             | Broderick 62e · Oshode 64e |       | Addoquaie | Spectateurs : 25 118 Arbitrage : Youssou N'Diaye | Spectateurs : 25 118 Arbitrage : Youssou N'Diaye |

| 18 mai 1969 | Ghana | 1 - 1 | Nigeria  | Accra Sports Stadium, Accra                      |                                                  |
|             | Ola   |       | Garba 5e | Spectateurs : 22 386 Arbitrage : M. Cy-Nahounous | Spectateurs : 22 386 Arbitrage : M. Cy-Nahounous |

### Tour final: Maroc
| Rang | Équipe  | Pts | J | G | N | P | Bp | Bc | Diff |  | Résultats (▼ dom., ► ext.) |     |     |     |
| ---- | ------- | --- | - | - | - | - | -- | -- | ---- |  | -------------------------- | --- | --- | --- |
| 1    | Maroc   | 5   | 4 | 2 | 1 | 1 | 5  | 3  | +2   |  | Maroc                      |     | 2-1 | 3-0 |
| 2    | Nigeria | 4   | 4 | 1 | 2 | 1 | 8  | 7  | +1   |  | Nigeria                    | 2-0 |     | 2-2 |
| 3    | Soudan  | 3   | 4 | 0 | 3 | 1 | 5  | 8  | -3   |  | Soudan                     | 0-0 | 3-3 |     |

## Zone Amérique du Sud
Les 10 pays de la Confédération sud-américaine de football (CSF) sont répartis en 3 poules (le groupe 2 compte 4 équipes, les 2 autres 3 équipes). Les équipes terminant première de leur poule se qualifient pour la phase finale de la Coupe du monde.

### Groupe 1: Pérou
Surprise dans le groupe 1 : l'Argentine termine dernière de la poule, devancée par la Bolivie et le Pérou, qui se qualifie pour sa 2e Coupe du monde, après celle de 1930.
| Rang | Équipe    | Pts | J | G | N | P | Bp | Bc | Diff |  | Résultats (▼ dom., ► ext.) |     |     |     |
| ---- | --------- | --- | - | - | - | - | -- | -- | ---- |  | -------------------------- | --- | --- | --- |
| 1    | Pérou     | 5   | 4 | 2 | 1 | 1 | 7  | 4  | +3   |  | Pérou                      |     | 3-0 | 1-0 |
| 2    | Bolivie   | 4   | 4 | 2 | 0 | 2 | 5  | 6  | -1   |  | Bolivie                    | 2-1 |     | 3-1 |
| 3    | Argentine | 3   | 4 | 1 | 1 | 2 | 4  | 6  | -2   |  | Argentine                  | 2-2 | 1-0 |     |

### Groupe 2: Brésil
Dans le groupe 2 qui comporte 4 équipes, c'est le Brésil qui réalise un parcours parfait (6 matchs et autant de victoires) et qui se qualifie sans difficultés pour le Mondial mexicain, devançant le Paraguay, la Colombie et le Venezuela.
| Rang | Équipe    | Pts | J | G | N | P | Bp | Bc | Diff |  | Résultats (▼ dom., ► ext.) |     |     |     |     |
| ---- | --------- | --- | - | - | - | - | -- | -- | ---- |  | -------------------------- | --- | --- | --- | --- |
| 1    | Brésil    | 12  | 6 | 6 | 0 | 0 | 23 | 2  | +21  |  | Brésil                     |     | 1-0 | 6-2 | 6-0 |
| 2    | Paraguay  | 8   | 6 | 4 | 0 | 2 | 6  | 5  | +1   |  | Paraguay                   | 0-3 |     | 2-1 | 1-0 |
| 3    | Colombie  | 3   | 6 | 1 | 1 | 4 | 7  | 12 | -5   |  | Colombie                   | 0-2 | 0-1 |     | 3-0 |
| 4    | Venezuela | 1   | 6 | 0 | 1 | 5 | 1  | 18 | -17  |  | Venezuela                  | 0-5 | 0-2 | 1-1 |     |

### Groupe 3: Uruguay
L'Uruguay se qualifie pour la phase finale de la Coupe du monde après avoir fini en tête du groupe 3, devant le Chili et l'Équateur.
| Rang | Équipe   | Pts | J | G | N | P | Bp | Bc | Diff |  | Résultats (▼ dom., ► ext.) |     |     |     |
| ---- | -------- | --- | - | - | - | - | -- | -- | ---- |  | -------------------------- | --- | --- | --- |
| 1    | Uruguay  | 7   | 4 | 3 | 1 | 0 | 5  | 0  | +5   |  | Uruguay                    |     | 2-0 | 1-0 |
| 2    | Chili    | 4   | 4 | 1 | 2 | 1 | 5  | 4  | +1   |  | Chili                      | 0-0 |     | 4-1 |
| 3    | Équateur | 1   | 4 | 0 | 1 | 3 | 2  | 8  | -6   |  | Équateur                   | 0-2 | 1-1 |     |

## Zone Asie-Océanie
7 équipes sont engagées dans les éliminatoires de la zone Asie-Océanie. Une nation africaine,  la Rhodésie (qui prendra le nom de Zimbabwe en 1980) est accueillie pour des raisons diplomatiques. Récemment indépendante, la Rhodésie n'est en effet pas encore officiellement reconnue, spécialement en Afrique où les autres équipes du continent ne souhaitent pas la rencontrer.
La qualification se joue en 3 étapes :
- Premier tour : cinq équipes sont concernées : le Japon, la Corée du Sud et l'Australie qui sont placés dans un groupe de trois d'un côté, et Israël et la Nouvelle-Zélande qui sont placés dans un groupe de deux équipes de l'autre côté. Le vainqueur de chaque groupe se qualifie pour le second tour.
- Deuxième tour : Il comprend deux groupes de deux équipes où les deux qualifiés du premier tour affrontent les deux exemptés du premier tour : la Corée du Nord, quart de finaliste du mondial 1966, et la Rhodésie. Le vainqueur de chaque groupe se qualifie pour le tour final. Un arrangement est trouvé afin de faciliter l'organisation des matchs entre la Rhodésie et l'Australie qui se déroulent donc sur un terrain neutre au Mozambique voisin (qui, pour rappel, est toujours une colonie portugaise et ne devient indépendant qu'en 1975). La Corée du Nord refuse d'affronter Israël dans l'autre groupe et déclare forfait.
- Tour final : Les deux dernières nations en lice s'affrontent pour obtenir le ticket de la zone Asie-Océanie en phase finale.

### Premier tour

#### Groupe 1
Les trois équipes (le Japon, l'Australie et la Corée du Sud) se disputent une place au deuxième tour de la Zone Asie/Océanie. L'Australie remporte la poule et se qualifie.
| Rang | Équipe       | Pts | J | G | N | P | Bp | Bc | Diff |  | Résultats (▼ dom., ► ext.) |     |     |     |
| ---- | ------------ | --- | - | - | - | - | -- | -- | ---- |  | -------------------------- | --- | --- | --- |
| 1    | Australie    | 6   | 4 | 2 | 2 | 0 | 7  | 4  | +3   |  | Australie                  |     | 1-1 | 1-1 |
| 2    | Corée du Sud | 4   | 4 | 1 | 2 | 1 | 6  | 5  | +1   |  | Corée du Sud               | 1-2 |     | 2-2 |
| 3    | Japon        | 2   | 4 | 0 | 2 | 2 | 4  | 8  | -4   |  | Japon                      | 1-3 | 0-2 |     |

#### Groupe 2
| 28 septembre 1969 | Israël                                           | 4 - 0 | Nouvelle-Zélande | Tel Aviv                                    |                                             |
|                   | Spiegler 48e · Spiegel 65e · Feigenbaum 72e, 86e |       |                  | Spectateurs : 26 669 Arbitrage : M. Nassiri | Spectateurs : 26 669 Arbitrage : M. Nassiri |

| 1er octobre 1969 | Israël                     | 2 - 0 | Nouvelle-Zélande | Tel Aviv                                           |                                                    |
|                  | Spiegler 24e · Spiegel 33e |       |                  | Spectateurs : 10 898 Arbitrage : M. Hadjabolhassan | Spectateurs : 10 898 Arbitrage : M. Hadjabolhassan |

### Deuxième tour

#### Groupe 1
Le groupe 1 comporte la Rhodésie (exempte de premier tour) et l'Australie. Les 2 équipes s'affrontent en matchs aller et retour, disputés au Mozambique (à cause du boycott imposé à la Rhodésie) pour connaître l'équipe qualifiée pour la finale de la zone Asie-Océanie.
| 23 novembre 1969 | Australie  | 1 - 1 | Rhodésie     | Salazar Stadium, Lourenço Marques          |                                            |
|                  | McColl 68e |       | Chalmers 63e | Spectateurs : 6 500 Arbitrage : M. Ribeiro | Spectateurs : 6 500 Arbitrage : M. Ribeiro |

| 27 novembre 1969 | Australie | 0 - 0 a. p. | Rhodésie | Salazar Stadium, Lourenço Marques          |
|                  |           |             |          | Spectateurs : 3 500 Arbitrage : M. Ribeiro |

| 1er décembre 1969 Match d'appui | Australie                                       | 3 - 1 | Rhodésie     | Salazar Stadium, Lourenço Marques          |                                            |
|                                 | Rutherford 12e · Sibanda 22e (csc) · Warren 56e |       | Chalmers 49e | Spectateurs : 1 500 Arbitrage : M. Ribeiro | Spectateurs : 1 500 Arbitrage : M. Ribeiro |

#### Groupe 2
La Corée du Nord, « tête de série »et  exemptée du tour précédent car ayant participé à la phase finale 1966, refuse de jouer contre Israël et déclare forfait. Israël se retrouve donc qualifié pour le tour final de la zone.

### Tour final: Israël
| 4 décembre 1969 | Israël          | 1 - 0 | Australie | Ramat Gan, Tel Aviv                           |                                               |
|                 | Zeman 16e (csc) |       |           | Spectateurs : 41 899 Arbitrage : M. Marschall | Spectateurs : 41 899 Arbitrage : M. Marschall |

| 14 décembre 1969 | Australie   | 1 - 1 | Israël       | Sports Ground, Sydney                         |                                               |
|                  | Watkiss 88e |       | Spiegler 78e | Spectateurs : 32 500 Arbitrage : M. Marschall | Spectateurs : 32 500 Arbitrage : M. Marschall |

## Zone Amérique du Nord, centrale et caraïbes
12 équipes d'Amérique du Nord, centrale et des Caraïbes sont engagées dans les éliminatoires de la Coupe du monde (l'inscription de Cuba est refusée par la FIFA). Pour obtenir l'unique place qualificative, les équipes doivent passer 2 tours :
- Premier tour : Les équipes sont réparties en 4 poules de 3. Les vainqueurs de groupe accèdent au tour final.
- Tour final : Les 4 qualifiés du premier tour se disputent le ticket qualificatif dans des rencontres à élimination directe en matchs aller-retour, et éventuel match d'appui en cas d'égalité.

### Premier tour

#### Groupe 1
| Rang | Équipe     | Pts | J | G | N | P | Bp | Bc | Diff |  | Résultats (▼ dom., ► ext.) |     |     |     |
| ---- | ---------- | --- | - | - | - | - | -- | -- | ---- |  | -------------------------- | --- | --- | --- |
| 1    | Honduras   | 7   | 4 | 3 | 1 | 0 | 7  | 2  | +5   |  | Honduras                   |     | 1-0 | 3-1 |
| 2    | Costa Rica | 5   | 4 | 2 | 1 | 1 | 7  | 3  | +4   |  | Costa Rica                 | 1-1 |     | 3-0 |
| 3    | Jamaïque   | 0   | 4 | 0 | 0 | 4 | 2  | 11 | -9   |  | Jamaïque                   | 0-2 | 1-3 |     |

#### Groupe 2
| Rang | Équipe            | Pts | J | G | N | P | Bp | Bc | Diff |  | Résultats (▼ dom., ► ext.) |     |     |     |
| ---- | ----------------- | --- | - | - | - | - | -- | -- | ---- |  | -------------------------- | --- | --- | --- |
| 1    | Haïti             | 5   | 4 | 2 | 1 | 1 | 9  | 5  | +4   |  | Haïti                      |     | 2-0 | 4-0 |
| 2    | Guatemala         | 4   | 4 | 1 | 2 | 1 | 5  | 3  | +2   |  | Guatemala                  | 1-1 |     | 4-0 |
| 3    | Trinité-et-Tobago | 3   | 4 | 1 | 1 | 2 | 4  | 10 | -6   |  | Trinité-et-Tobago          | 4-2 | 0-0 |     |

#### Groupe 3
| Rang | Équipe                 | Pts | J | G | N | P | Bp | Bc | Diff |  | Résultats (▼ dom., ► ext.) |     |     |     |
| ---- | ---------------------- | --- | - | - | - | - | -- | -- | ---- |  | -------------------------- | --- | --- | --- |
| 1    | Salvador               | 6   | 4 | 3 | 0 | 1 | 10 | 5  | +5   |  | Salvador                   |     | 6-0 | 1-0 |
| 2    | Guyane néerlandaise    | 4   | 4 | 2 | 0 | 2 | 10 | 9  | +1   |  | Guyane néerlandaise        | 4-1 |     | 6-0 |
| 3    | Antilles néerlandaises | 2   | 4 | 1 | 0 | 3 | 3  | 9  | -6   |  | Antilles néerlandaises     | 1-2 | 2-0 |     |

#### Groupe 4
| Rang | Équipe     | Pts | J | G | N | P | Bp | Bc | Diff |  | Résultats (▼ dom., ► ext.) |     |     |     |
| ---- | ---------- | --- | - | - | - | - | -- | -- | ---- |  | -------------------------- | --- | --- | --- |
| 1    | États-Unis | 6   | 4 | 3 | 0 | 1 | 11 | 6  | +5   |  | États-Unis                 |     | 1-0 | 6-2 |
| 2    | Canada     | 5   | 4 | 2 | 1 | 1 | 8  | 3  | +5   |  | Canada                     | 4-2 |     | 4-0 |
| 3    | Bermudes   | 1   | 4 | 0 | 1 | 3 | 2  | 12 | -10  |  | Bermudes                   | 0-2 | 0-0 |     |

### Tour final: Salvador
|  |            |            |            |            |            |   |      |        |        |        |        |        |
|  | 1/2 finale | 1/2 finale | 1/2 finale | 1/2 finale | 1/2 finale |   |      | Finale | Finale | Finale | Finale | Finale |
|  |            |            |            |            |            |   |      |        |        |        |        |        |
|  |            |            |            |            |            |   |      |        |        |        |        |        |
|  | Haïti      |            | 2          | 1          |            |   |      |        |        |        |        |        |
|  | Haïti      |            |            |            |            |   |      |        |        |        |        |        |
|  | États-Unis |            | 0          | 0          |            |   |      |        |        |        |        |        |
|  | États-Unis | Haïti      | 0          | 0          |            | 1 | 3    | 0      |        |        |        |        |
|  |            |            |            |            |            | 1 | 3    | 0      |        |        |        |        |
|  |            |            | Salvador   |            | 2          | 0 | 1 ap |        |        |        |        |        |
|  | Salvador   |            | Salvador   | 0          | 2          | 0 | 1 ap | 3      | 3      |        |        |        |
|  | Salvador   |            |            | 0          |            |   |      | 3      | 3      |        |        |        |
|  | Honduras   |            | 1          | 0          | 2 ap       |   |      |        |        |        |        |        |
|  | Honduras   |            | 1          | 0          | 2 ap       |   |      |        |        |        |        |        |

#### Demi-finales
| 20 avril 1969 | Haïti            | 2 - 0 | États-Unis | Port-au-Prince        |                       |
|               | Saint-Vil · Obas |       |            | Arbitrage : M. Segura | Arbitrage : M. Segura |

| 11 mai 1969 | États-Unis | 0 - 1 | Haïti     | San Diego              |                        |
|             |            |       | Saint-Vil | Arbitrage : M. Dunstan | Arbitrage : M. Dunstan |

| 8 juin 1969 | Honduras | 1 - 0 | Salvador | Tegucigalpa             |                         |
|             | Gomez    |       |          | Arbitrage : M. Yamasaki | Arbitrage : M. Yamasaki |

| 15 juin 1969 | Salvador                       | 3 - 0 | Honduras | San Salvador               |                            |
|              | Martínez · Acevedo · Rodríguez |       |          | Arbitrage : M. Van Rosberg | Arbitrage : M. Van Rosberg |

| 28 juin 1969 Match d'appui | Salvador             | 3 - 2 a.p. | Honduras   | Mexico                  |                         |
|                            | Acevedo · Martínez , |            | R. Gomez , | Arbitrage : M. Elizalde | Arbitrage : M. Elizalde |

Il est à noter qu'à la suite de cette série de trois matchs se déclencha la Guerre de Cent Heures entre le Honduras et le Salvador.

#### Finale
| 21 septembre 1969 | Haïti | 1 - 2 | Salvador            | Port-au-Prince          |                         |
|                   | Obas  |       | Acevedo · Rodriguez | Arbitrage : M. Yamasaki | Arbitrage : M. Yamasaki |

| 28 septembre 1969 | Salvador | 0 - 3 | Haïti                         | San Salvador            |                         |
|                   |          |       | Désir · François · Barthélemy | Arbitrage : M. Elizalde | Arbitrage : M. Elizalde |

| 8 octobre 1969 Match d'appui | Salvador | 1 - 0 a.p. | Haïti | Kingston               |                        |
|                              | Martinez |            |       | Arbitrage : M. Dunstan | Arbitrage : M. Dunstan |

## Sources et liens externes
- archifoot.free.fr/cm
- RSSSF - Qualifications Coupe du monde 1970 (en anglais)
- Site russe d'archives sur la Coupe du monde (en anglais)